# Broadcastadres
Het broadcastadres is een IP-adres waarvan alle hostbits de waarde 1 hebben. Het broadcastadres wordt gebruikt als een IP-pakket moet worden gestuurd aan alle hosts die zich binnen hetzelfde subnet bevinden als de afzender van het bericht. Dit kan bijvoorbeeld nodig zijn bij berichten die informatie geven over een configuratieverandering in het netwerk, bijvoorbeeld DHCP.